# تيماري (دمية)

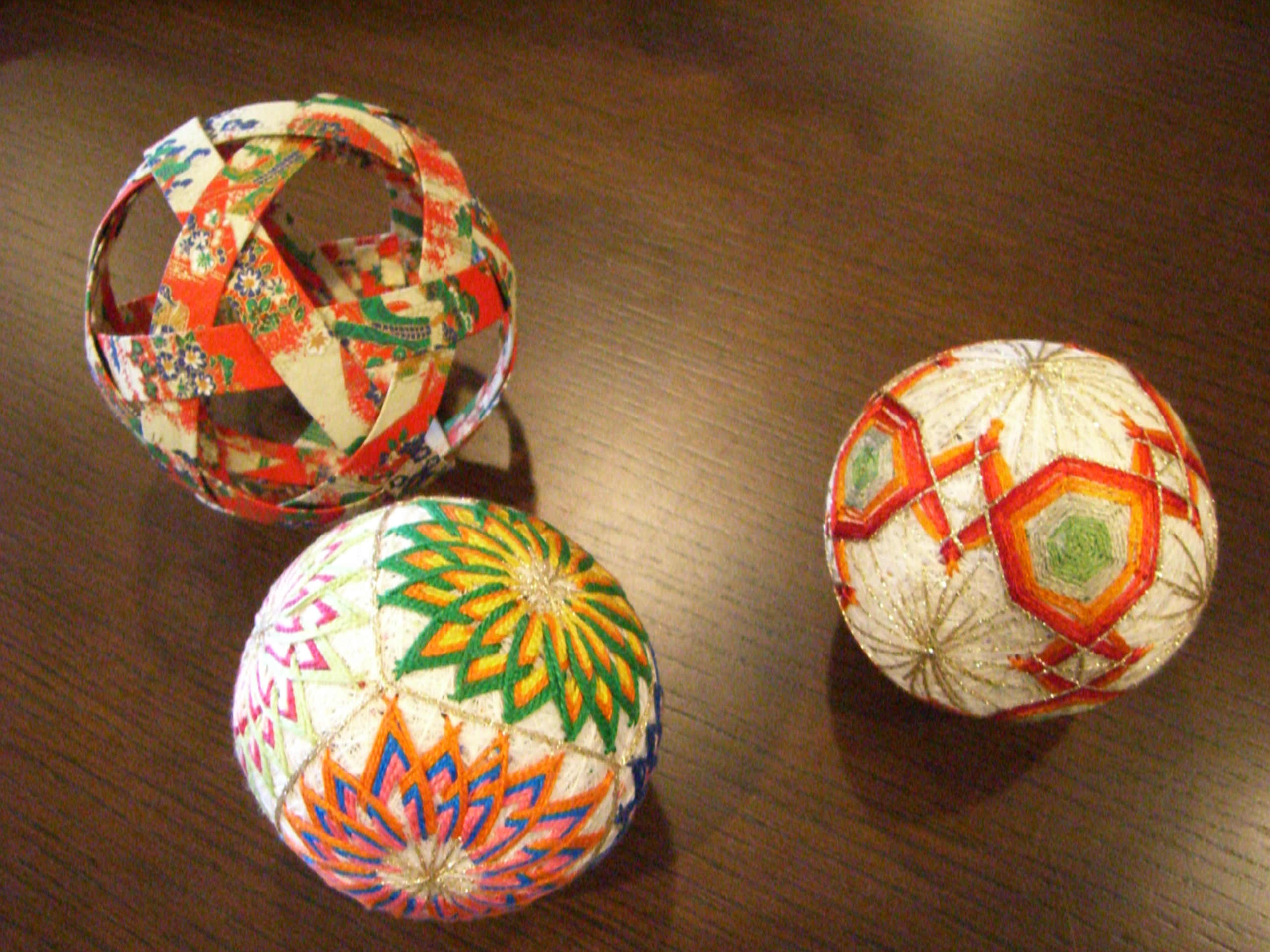
ثلاثة كرات تيماري مختلفة التصميم.

تيماري (باليابانية: 手まり، بالروماجي: Temari) تعني «كرات اليد»، عبارة عن كرات قماشية وحرفة يابانية شعبية، يعود أصلها إلى الصين وصلت إلى اليابان في القرن السابع الميلادي، أستعملت بشكل أساسي كلعبة للأطفال قديماً.

## تاريخياً
صنعت التيماري قديماً من بقايا أقمشة ملابس الكيمونو المهترئة حيث يجمع القماش القديم ثم يغلف بشرائط من أقمشة أخرى مطرزة لتشكيل شكل الكرة، ومع الزمن تطورت صناعتها إلى فن فلكلوري وحرفة، وصارت أكثر زخرفة وأعقد تطريزاً، ومع وصول صناعة المطاط إلى اليابان وازدياد شعبية الكرات المطاطية تحولت التيماري من دمية بسيطة إلى فن معقد تنافست بهِ نساء الطبقة الإجتماعية النبيلة لإنتاج أجمل وأعقد شكل منها، ولا زالت بعض الأمهات تصنعها كهدايا للأطفال إلى الآن.

## كتقليد شعبي
أصبح فن صناعة التيماري في اليابان من الفنون الصعبة التي تتطلب من الشخص تدريبات معينة واختبارات لمهاراته وتقنياته قبل أن يصنف كحرفي تيماري. 

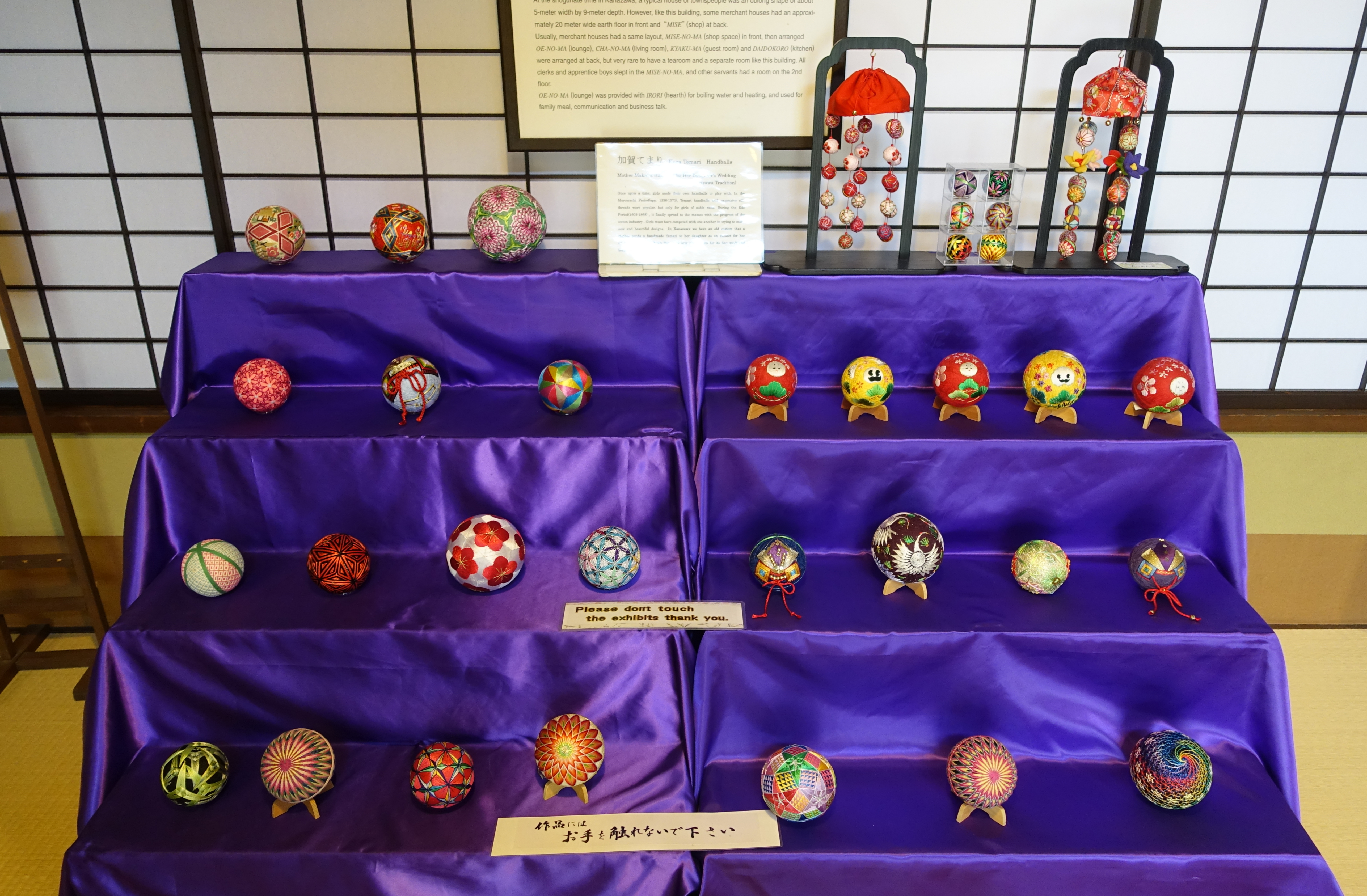
تصاميم مختلفة من كرات التيماري معروضة في متحف "شينيسيه كينينكان"، في مدينة كانازاوا في اليابان.

قُدمت التيماري كهدايا تحمل قيمة معنوية كبيرة جداً وأعتبرت رمزاً للوفاء والصداقة العميقة، كما ترمز ألوانها وزخارفها وحتى لون خيوطها إلى أمنيات طيبة للفرد. وكتقليد شعبي أهديت من قبل الوالدين إلى أبنائهم في أيام رأس السنة، وكانت الأمهات تضع داخل هذه الكرات أثناء صناعتها تمائم ورقية تحمل أمنية الأم لطفلها بدون إعلام الطفل بهذه الأمنية.
وعلى العكس من السابقة إحتوت بعض الكرات على أشياء تطلق اصواتاً عند اللعب بها كحبات الأرز أو الأجراس، وذكر بأن التيماري المصنوعة بإحكام من الممكن أن ترتد بقوة عند رميها، ويطلق عليها أيضا اسم «غوتينماري».

## أساسيات الصناعة
جمعت كرات التيماري وفق أسس معينة تعارف عليها فقسمت أقمشتها إلى عدد معين من الأقسام وكانت تربط مؤقتاً بدبابيس قبل خياطتها بشكل دائم، لهذا ظهر ثلاثة أنواع من التقسيمات المتعارف عليها: «التقسيم البسيط؛tanjyun toubun»، وذات «الثمانية أقسام؛hattitobun no kumiawase» وذات «العشر أقسام؛jyuttoubu no kumiawase».